# Jerzy Kmita
Jerzy Kmita (ur. 26 grudnia 1931 w Rajsku, zm. 24 lipca 2012 w Poznaniu) – polski filozof i teoretyk kultury, profesor nauk humanistycznych (1979).

## Życiorys
W 1951 złożył egzamin dojrzałości w I Liceum Ogólnokształcącym im. Adama Asnyka w Kaliszu, w latach 1951–1955 studiował na Wydziale Filologicznym Uniwersytetu Poznańskiego, po czym przez rok pracował w tamtejszej bibliotece. W latach 1957–1961 był asystentem w Zakładzie Logiki Wydziału Filozoficzno-Historycznego UAM. W 1961 uzyskał stopień doktora nauk filozoficznych na Wydziale Filozoficznym, a od 1962 do 1967 pełnił stanowisko adiunkta w Zakładzie Logiki. Od 1964 roku należał do PZPR. W 1968 uzyskał habilitację, po czym do 1973 był docentem w Zakładzie Logiki. Jednocześnie od 1969 do 1976 pełnił funkcję dyrektora Instytutu Filozofii UAM.
W 1974 uzyskał stopień profesora nadzwyczajnego w Instytucie Filozofii, w którym pracował do 1979 r. Od 1977 pełnił funkcję kierownika Zakładu Historii i Metodologii Nauk o Kulturze w Instytucie Kulturoznawstwa. W 1979 uzyskał stopień profesora zwyczajnego i od tego momentu aż do 1993 był dyrektorem Instytutu Kulturoznawstwa UAM.
W latach 1986–1993 członek korespondent Polskiej Akademii Nauk, od 1994 był członkiem rzeczywistym PAN. Należał do Polskiego Towarzystwa Filozoficznego i Poznańskiego Towarzystwa Przyjaciół Nauk.
Ideowo związany z poznańską szkołą metodologiczną, którą współtworzył wraz z Leszkiem Nowakiem i Jerzym Topolskim.
Został pochowany na Cmentarzu Junikowo w Poznaniu w Alei Zasłużonych.

## Prace
- Problematyka terminów teoretycznych w odniesieniu do pojęć literaturoznawczych, wyd. Poznańskie Towarzystwo Przyjaciół Nauk. Wydział Filologiczno-Filozoficzny, Poznań 1967;
- Studia nad teoretycznymi podstawami humanistyki, wyd. Powielarnia i Introligatornia UAM, Poznań 1968 (razem z Leszkiem Nowakiem);
- Wykłady z logiki: dla studentów Wydziału Filologicznego, 2 tomy, wyd. Powielarnia i Introligatornia UAM, Poznań 1969-1970;
- Z metodologicznych problemów interpretacji humanistycznej, wyd. PWN, Warszawa 1971;
- Wartość – dzieło – sens. Szkice z filozofii kultury artystycznej, wyd. Książka i Wiedza, Warszawa 1975;
- Szkice z teorii poznania naukowego, wyd. PWN, Warszawa 1976;
- (red.) Założenia teoretyczne badań nad rozwojem historycznym, wyd. PWN, Warszawa 1977;
- Wykłady z logiki i metodologii nauk ((Wyd.PWN)), 1977;
- Społeczny kontekst poznania, wyd. Ossolineum, Warszawa 1979 (wraz ze Zdzisławem Cackowskim);
- Z problemów epistemologii historycznej, wyd. PWN, Warszawa 1980;
- (red.) Studia z teorii kultury i metodologii badań nad kulturą, wyd. PWN, Poznań 1982;
- Kultura i poznanie, wyd. PWN, Warszawa 1985;
- Aktualność marksowskiej koncepcji poznania naukowego, wyd. Krajowa Agencja Wydawnicza, Poznań 1986;
- Kultura jako przedmiot współczesnej refleksji filozoficznej, wyd. PAN, Warszawa 1987;
- Problems in historical epistemology, wyd. PWN, Warszawa 1988;
- (z Grzegorzem Banaszakiem) Społeczno-regulacyjna koncepcja kultury, Warszawa 1991, Wyd. Instytutu Kultury
- Jak słowa łączą się ze światem. Studium krytyczne neopragmatyzmu, wyd. Wydawnictwo Naukowe IF UAM, Poznań 1995 (I wyd.) i 1998 (II wyd.);
- Tropem Nietzscheańskiego kłamstwa słów, wyd. Wydawnictwo Naukowe IF UAM, Poznań 1999;
- Wymykanie się uniwersaliom, wyd. Oficyna Naukowa, Warszawa 2000;
- Racjonalność „uwolniona od hipoteki metafizycznej”, wyd. BTN, Bydgoszcz 2001;
- Konieczne serio ironisty. O przekształcaniu się problemów filozoficznych w kulturoznawcze, wyd. Wydawnictwo Naukowe UAM, Poznań 2007.

## Odznaczenia i nagrody
- Krzyż Kawalerski Orderu Odrodzenia Polski
- „Palmae Universitatis Studiorum Posnaniensis”. amu.edu.pl. [zarchiwizowane z tego adresu (2012-10-23)].